# Elena Groposila
Elena Roxana Napăr-Gropoşilă, née le 25 janvier 1977, est une ancienne handballeuse roumaine. Arrivée en France au Cercle Dijon Bourgogne en tant que joueuse puis entraîneuse. Elle a également été la première fois à entraîner un club masculin de D1, le Dijon Bourgogne Handball lors de la fin de saison 2013/14.

## Biographie
Après avoir évolué dans son pays natal au Rapid Bucarest et en équipe nationale, elle rejoint en 2001 la France et le Cercle Dijon Bourgogne où elle devient rapidement capitaine de l'équipe. Elle y évolue jusqu'en 2007 où elle prend sa retraite sportive et devient co-entraîneur de ce même club.
Devenue entraîneur principal, elle parvient lors de la saison 2011-2012 à faire maintenir le Cercle Dijon Bourgogne. Alors qu'elle devait continuer à entraîner l'équipe dijonnaise la saison suivante, les dirigeants ont finalement pris la décision de renforcer le staff technique avec la signature de Christophe Maréchal au poste d'entraîneur principal, avec Gropoşilă en tant qu'adjoint.
Si elle envisage dès 2012 le fait d'entraîner une équipe masculine, ce qu'aucune femme n'a jamais réalisé, elle réalise ce challenge en prenant la tête du Dijon Bourgogne Handball le 4 avril 2014. En remplacement de Denis Lathoud, limogé deux mois plus tôt, elle signe un contrat jusqu'au 30 juin 2014 dans le but de maintenir le club assistée de l'ex-adjoint de Lathoud, Ulrich Chaduteaud. Le club est finalement relégué et le duo n'est pas prolongé.

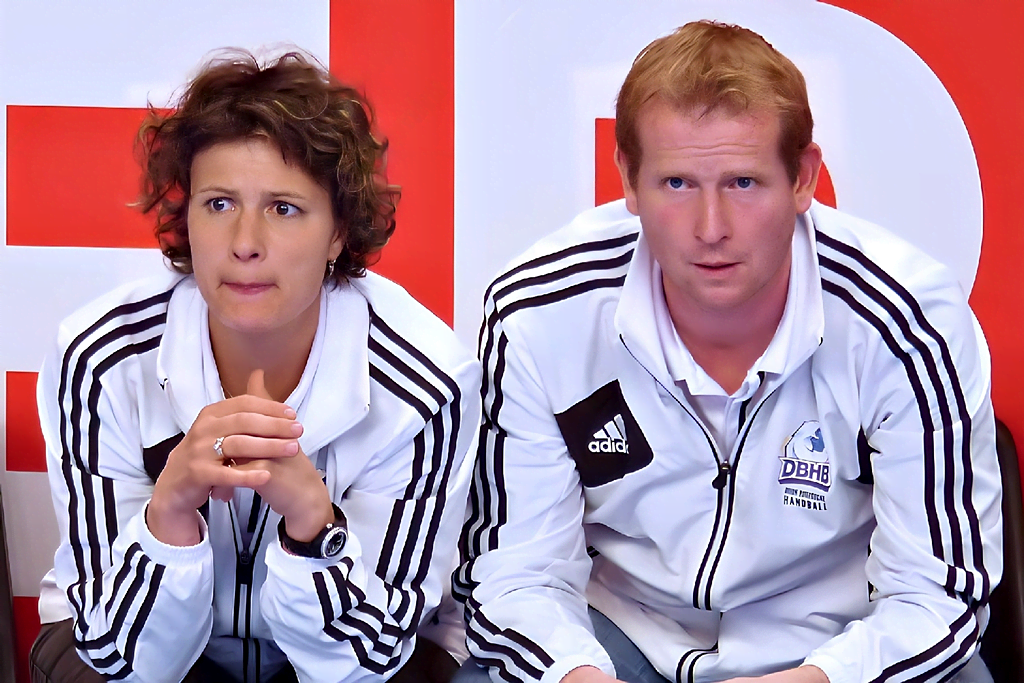
avec Ulrich Chaduteaud à ses côtés, le 23 avril 2014.

## Palmarès

### Club
Compétitions internationales
- Vainqueur de la Coupe des Villes (C4) en 2000
- Finaliste de la Coupe Challenge (C4) en 2005

Compétitions nationales
- 3e du Championnat de France en 2002 et 2003
- Finaliste de la Coupe de France en 2002, 2007 et 2013
- Finaliste de la Coupe de la Ligue en 2003 et 2007

### Sélection nationale
- Championnat d'Europe junior 1996,  Pologne
- Championnat du monde junior 1997,  Côte d'Ivoire
- 7e place aux Jeux olympiques 2000,  Australie